# Salon national de l'humanitaire
 (septembre 2023).
Le Salon national de l'humanitaire a eu lieu en 2005 et 2006, au Parc des Expositions de Cergy-Pontoise en France.
Le collectif ASAH, animateur des éditions 2005 et 2006, et le collectif Humanis organisent en 2007 le Salon des solidarités, au Parc Floral de Paris, les 22, 23 et 24 juin 2007.

Logo

## Édition 2006
L'édition 2006 a été inaugurée par Mme Brigitte Girardin, ministre déléguée à la Coopération, au Développement et à la Francophonie, et par Mme Louise Avon, déléguée à l’action humanitaire. Cette deuxième édition du Salon national de l’Humanitaire s'est tenue les 18, 19 et 20 mai au parc des expositions de Cergy-Pontoise (Val-d'Oise). Cet événement, développant les thèmes du partenariat et de la francophonie, en présence de partenaires belges et suisses, est organisé à l’initiative du Parc des expositions St Martin de Pontoise et du Collectif ASAH, Association au Service de l’Action humanitaire.

### Thèmes
1. Urgence
2. Appui au développement
3. Coopération décentralisée
4. Commerce équitable
5. Microfinance, placements solidaires
6. Tourisme solidaire
7. Information, sensibilisation
8. Développement rural
9. Médecine tropicale ou d'urgence
10. Protection de l'enfance, éducation
11. Lutte contre la malnutrition
12. Bénévolat, volontariat
13. Fondations
14. Éducation au développement
15. Formation terrain & spécialisation
16. Formation cycle long
17. Défense des droits de l'homme
18. Prévention de la torture
19. Partenaires commerciaux d’ONG
20. Prestataires de services aux associations

## Édition 2005

### Dates
- 2,3 et 4 juin 2005.

### Thèmes
Les acteurs de l'aide internationale,
- se sont rencontrés : 6 000 m2, où le grand public a découvert plus de 150 exposants représentant l'aide internationale dans sa diversité ;
- ont échangé : des animations originales et instructives, des débats et des conférences pour mieux se connaître et faire connaître les enjeux de l'aide internationale ;
- pour agir ensemble : de nouveaux partenariats et une mise en commun des forces et des savoir-faire pour améliorer l'Action Humanitaire dans son ensemble.

Face à la mutation des méthodes de travail et une remise en question des valeurs de l'action humanitaire, les organisations non gouvernementales ONG françaises doivent renforcer leurs moyens en mobilisant l'opinion publique et en se professionnalisant au maximum. 
C'est dans ce contexte qu'un mouvement constructif et fédérateur s'est fait ressentir parmi les acteurs de la Solidarité Internationale.
Pour cela, un rassemblement à l'échelle nationale ouvrira les portes du « monde de l'Humanitaire » souvent réservé aux initiés. Cet événement va offrir un regard neuf sur l'humanitaire. Il va permettre la rencontre pour l'échange dans le but unique de l'action.
Un mouvement fédérateur entre toutes ces parties prenantes était devenu aujourd'hui incontournable.